# Teucrium antitauricum
Teucrium antitauricum là một loài thực vật có hoa trong họ Hoa môi. Loài này được Ekim miêu tả khoa học đầu tiên năm 1980.